# Ana-Claudia Țapardel
Ana-Claudia Țapardel (ur. 16 grudnia 1983 w Bukareszcie) – rumuńska polityk, działaczka partyjna i samorządowa, deputowana do Parlamentu Europejskiego VIII kadencji.

## Życiorys
W 2006 została absolwentką wydziału zarządzania Akademii Studiów Ekonomicznych w Bukareszcie. Pracowała m.in. w bankowości i administracji stołecznego Sektora 5. Zasiadała w radzie miejskiej Bukaresztu. W 2002 wstąpiła do Partii Socjaldemokratycznej, pełniła różne funkcje w strukturach organizacji młodzieżowej (TSD), została również wiceprzewodniczącą stołecznych struktur socjaldemokratów. W 2014 z ramienia lewicowej koalicji skupionej wokół PSD uzyskała mandat do PE VIII kadencji.